# Гавриляк Кирило
Кирило Гавриляк («Манів»; ?, м. Дрогобич — 21.03.1946, с. Великий Ключів Коломийського р-ну Івано-Франківської обл.) — командир куреня УПА «Гуцульський».

## Життєпис
Член ОУН. Служив у ДУН (батальйон «Роланд»), 201 шуцманшафт-батальйоні. В липні-листопаді 1943 р. — інструктор у курені УНС ім. Є. Коновальця «Чорні чорти» на горі Грегіт, в урочищі «Завоєли». В січні 1944 р. призначений командиром роя в сотні «Сурма», з весни 1944 р. став командиром другої чоти. Мав звання старшого булавного. З осені 1944 р. очолив сотню УПА ім. і. Гонти (пізніше — «відділ 61») в курені «Гайдамаки». 15.04. 1945 р. отримав звання хорунжого. У травні 1945 р. призначений командиром куреня «Карпатський». Загинув 21.03.1946 р. у бою з оперативною групою МДБ у криївці біля с. Великий Ключів Коломийського району.

## Нагороди
- Згідно з Виказом відзначених крайового військового штабу УПА-Захід від 1.09.1946 р. хорунжий УПА Кирило Гавриляк — «Манів» нагороджений Бронзовим хрестом бойової заслуги УПА[1].